# 예산 보덕사 석등
예산 보덕사 석등(報德寺石燈)은 대한민국 충청남도 예산군 덕산면 상가리에 있는 조선시대의 석등이다. 1984년 5월 17일 충청남도의 문화재자료 제183호로 지정되었다.

## 개요
보덕사 내에 남아 있는 석등으로, 거의 절반이 없어진 상태이다.
일반적으로 석등은 등불을 밝혀두는 화사석(火舍石)을 중심으로, 아래로는 3단의 받침을 두고 위로는 지붕돌을 올려놓는데, 이 석등은 현재 화사석과 1단의 받침돌, 지붕돌만 남아있다. 8각을 이루는 화사석은 4곳에 불빛이 새어나오도록 창을 내고, 나머지 4면에는 4천왕상(四天王像)을 정교하게 새겨 놓았다. 지붕돌은 심하게 닳아 옛 모습을 찾기가 힘든 상태이며, 꼭대기에는 둥근 돌이 솟아 머리장식을 하고 있다.
보덕사는 조선시대 후기인 고종 2년(1865)에 창건되었는데, 이 석등은 조각수법으로 보아 이보다 더 오래전에 세워 놓은 것으로 보인다.

## 참고 문헌
- 보덕사석등 - 국가유산청 국가유산포털